# Eparchie borovičská
Eparchie Boroviči je eparchie ruské pravoslavné církve nacházející se v Rusku.

## Území a titul biskupa
Zahrnuje správní hranice území Borovičského, Mošenského, Okulovského, Chvojninského, Pestovského a Ljubytinského rajónu Novgorodské oblasti. 
Eparchiálnímu biskupovi náleží titul biskup borovičský a pestovský.

## Historie
Komise pro zřízení biskupského stolce v Boroviči odeslala dne 21. října 1923 dopis patriarchovi Tichonovi, ve kterém zdůvodňuje vytvoření stolce. Důvodem byla devastace církve, pronikání myšlenek renovace a potřebu sjednotit pravoslavné síly. Tato komise byla aktivní od roku 1921. Stejného roku byl vytvořen borovičský vikariát.
Roku 1934 byla z vikariátu vytvořena eparchie. Po smrti arcibiskupa Nikity (Stjagova) roku 1936 nebyla katedra obsazena. Počátkem roku 1937 se v Boroviči usadil biskup Gavriil (Vojevodin), který byl stejného roku zatčen mezi 60 místními duchovními patriarchátu. Roku 1940 byly všechny chrámy eparchie zavřeny.
Roku 1944 kdy byl arcibiskup Grigorij (Čukov) jmenován arcibiskupem Pskova, byl pověřen dočasnou správou řady dalších eparchií včetně Boroviči.
Po rozdělení Novgorodské oblasti (5. července 1944) a zřízení Rady pro záležitosti Ruské pravoslavné církve v Novgorodské oblasti, otázka obnovení eparchie nebyla projednána.
V druhé polovině 40. let bylo otevřeno 7 chrámu, které patří do borovičské eparchie. Během Chruščovovi protináboženské kampaně byly tři chrámy zavřeny.
Dne 28. prosince 2011 byla rozhodnutím Svatého synodu zřízena oddělením z novgorodské eparchie nová eparchie borovičská. Stala se součástí novgorodské metropole.

## Seznam biskupů

### Vikariát Boroviči
- 1923–1934 Nikita (Sťagov)

### Eparchie Boroviči
- 1934–1936 Nikita (Sťagov)
- 1937–1937 Gavriil (Vojevodin), dočasný administrátor
- 1944–1944 Grigorij (Čukov), dočasný administrátor
- od 2012 Efrem (Barbineagră)